# Karel Socha
Karel Socha (* 9. února 1979) je bývalý český fotbalista, útočník.

## Fotbalová kariéra
V české lize hrál za FK Viktoria Žižkov. Nastoupil ve 2 ligových utkáních. Gól v lize nedal. V nižších soutěžích hrál i za FC Karviná, FK Slavoj Vyšehrad a FK Loko Vltavín.

## Ligová bilance
| Ročník                          | Zápasy | Góly | Klub               |
| ------------------------------- | ------ | ---- | ------------------ |
| Gambrinus liga 1997/98          | 2      | 0    | FK Viktoria Žižkov |
| 2. česká fotbalová liga 2000/01 | 13     | 2    | FC Karviná         |
| CELKEM 1. česká liga            | 2      | 0    |                    |